# Gorgoniidae
Le gorgonie (Gorgoniidae Lamouroux, 1812) sono una famiglia di coralli dell'ordine Alcyonacea.

## Descrizione
La famiglia comprende octocoralli coloniali caratterizzati dalla presenza di spicole calcaree lunghe meno di 0,3 mm, che esibiscono complesse sculture verrucose disposte in serie ordinate. I polipi sono retrattili e possiedono uno stelo proteico di gorgonina.
I vari generi si differenziano per la quantità e la morfologia delle spicole, oltreché per la forma delle colonie, che può essere a frusta, ramificata, reticolata o frondosa.

## Distribuzione e habitat
La famiglia ha una distribuzione cosmopolita. La maggior parte delle specie è diffusa nelle acque calde dell'ecozona neotropicale, ma alcuni generi, come per esempio Eunicella, Leptogorgia e Lophogorgia, si trovano nelle acque temperate dell'Atlantico orientale e del mar Mediterraneo.
È diffusa dal piano infralitorale a quello batiale.

## Tassonomia
La famiglia comprende i seguenti generi:
- Adelogorgia Bayer,  1958
- Antillogorgia Bayer,  1951
- Eugorgia Verrill,  1868
- Eunicella Verrill,  1869
- Filigorgia Stiasny,  1937
- Gorgonia Linnaeus,  1758
- Guaiagorgia Grasshoff & Alderslade,  1997
- Hicksonella Nutting,  1910
- Leptogorgia Milne Edwards,  1857
- Lophogorgia Milne-Edwards,  1857
- Olindagorgia Bayer,  1981
- Pacifigorgia Bayer,  1951
- Phycogorgia Milne Edwards & Haime,  1850
- Phyllogorgia Milne Edwards & Haime,  1850
- Pinnigorgia Grasshoff & Alderslade,  1997
- Pseudopterogorgia Kükenthal,  1919
- Pterogorgia Ehrenberg,  1834
- Rumphella Bayer,  1955
- Tobagogorgia Sanchez,  2007

### Alcune specie

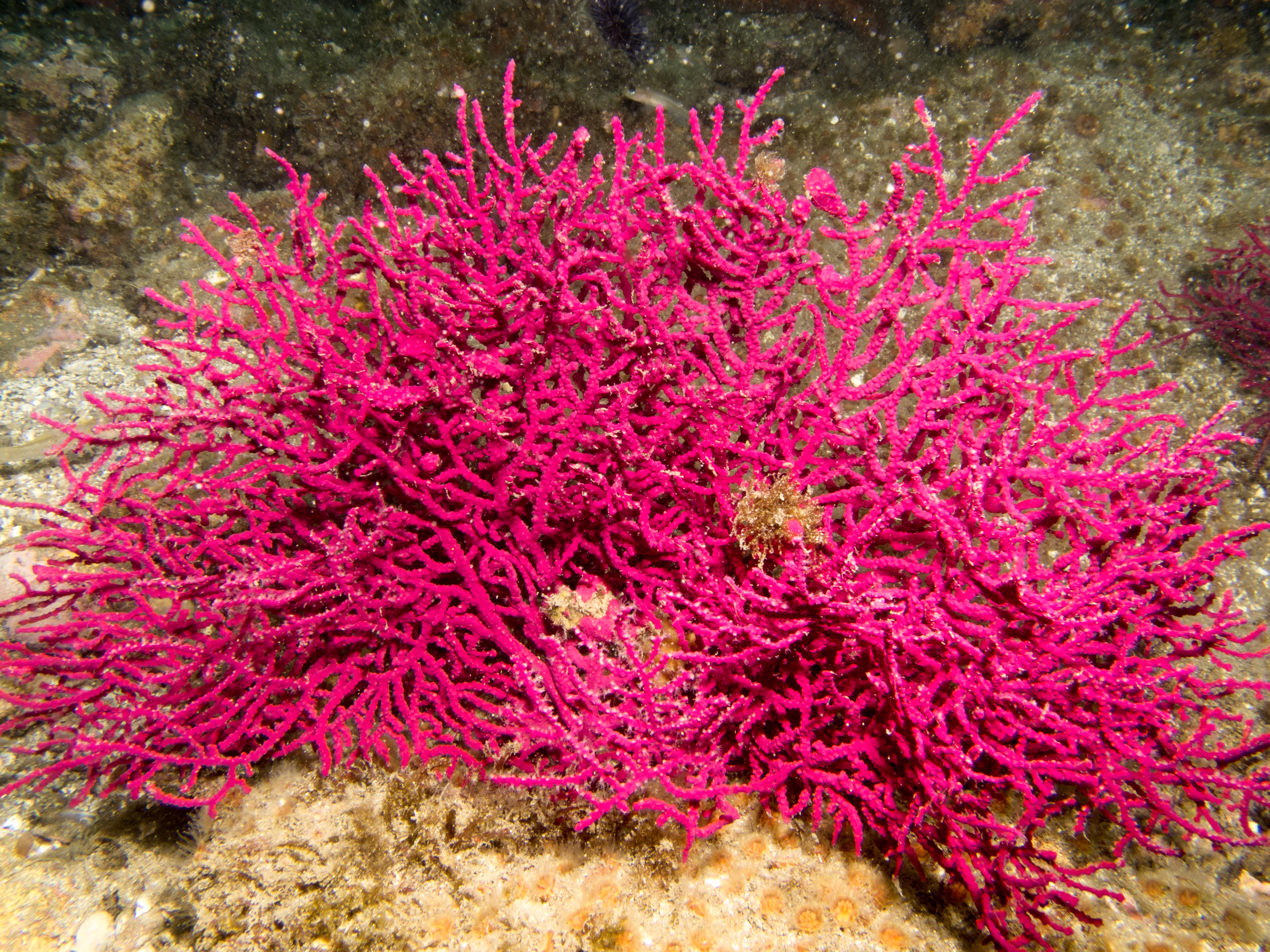
Eugorgia rubens
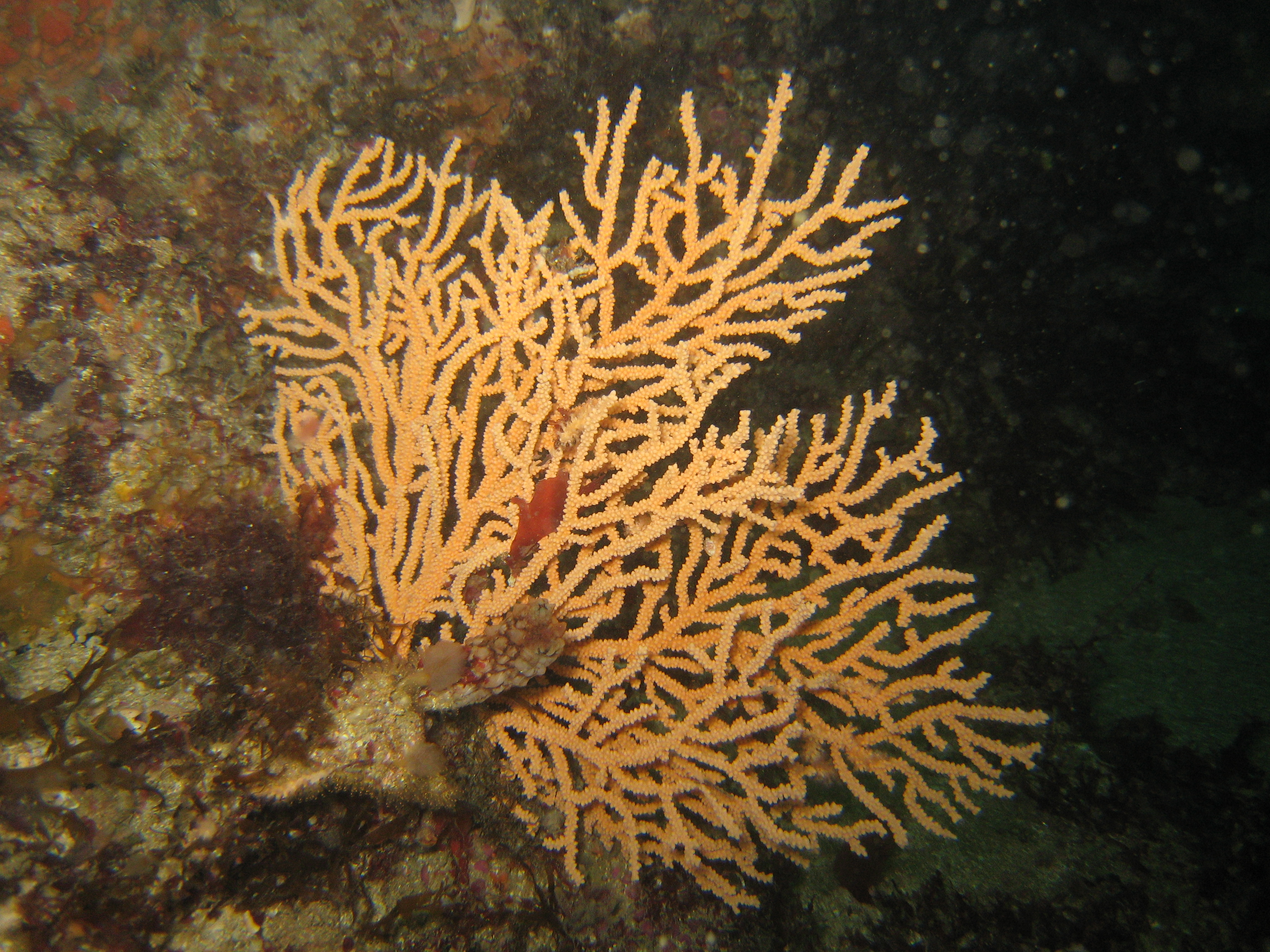
Eunicella verrucosa
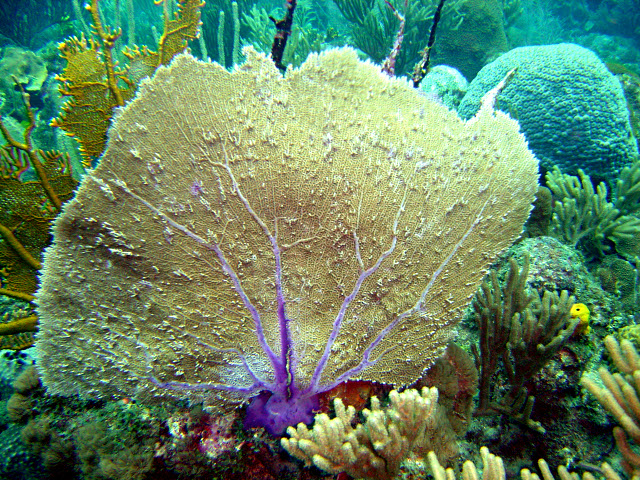
Gorgonia flabellum
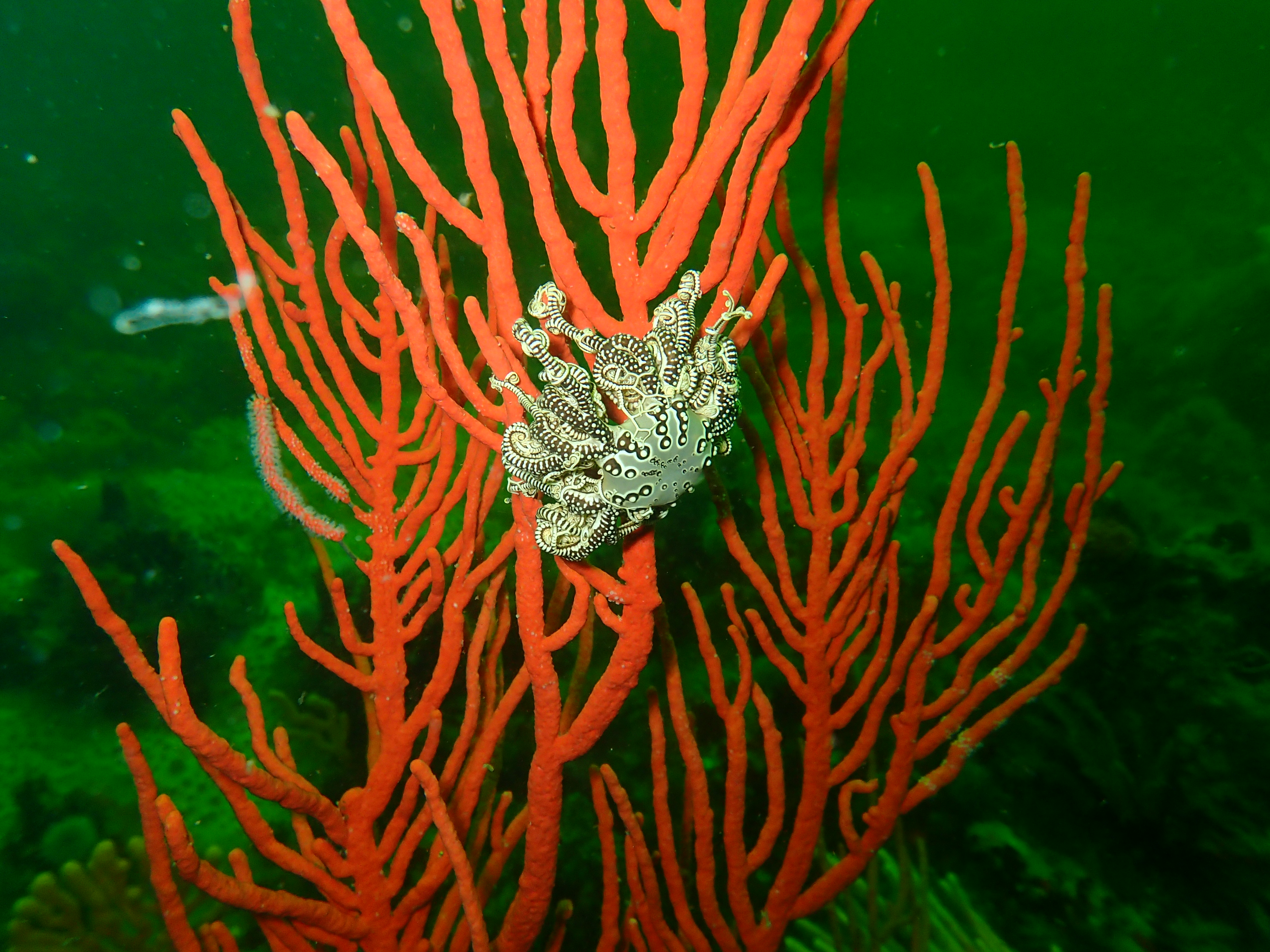
Leptogorgia palma
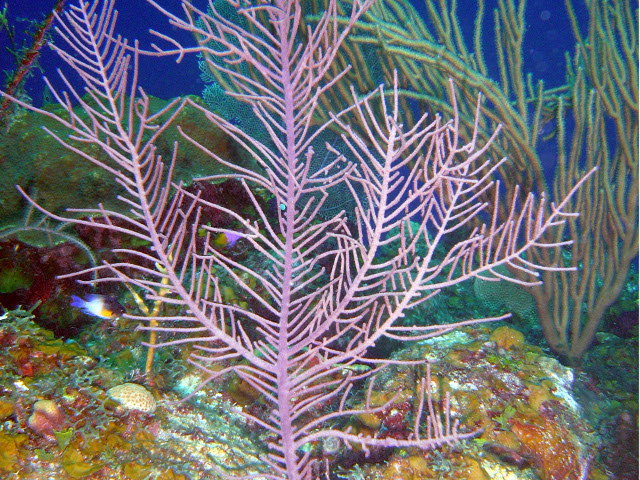
Pseudopterogorgia bipinnata